# ヴェンセスラス・ローレ
ヴェンセスラス・ローレ（Wenceslas Lauret、1989年3月28日 - ）は、トップ14ラシン92に所属するラグビー選手。

## プロフィール
- フランス・タルブ出身。
- ポジションはロック(LO)、フランカー(FL)。
- 身長 188cm、体重 103kg
- フランス代表キャップは27（2021年1月現在）でラグビーワールドカップ2019のフランス代表に選ばれた[1]。

## 略歴
ビアリッツ・オランピックを経て、2013年、ラシン92に加入。 